# Глумач
Глумач је насеље у Србији у општини Пожега у Златиборском округу. Према попису из 2022. било је 561 становника.

## Географија
Глумач се простире, северно од Пожеге, кроз Пожешку котлину, уз реку Скрапеж, где се граничи са суседним селом Врањани. Северно се граници са Отњем и Честобродицом, североисточно са Доњом Добрињом и Лоретом, источно је брдовити предео, где се налази село Бакионица, на југу се налазе Пожега, Висибаба, Радовци и Здравчићи. Саобраћајну инфракструктуру чини магистрални пут Пожега-Косјерић, односно Пожега-Јежевица-Дивчибаре (и даље за Ваљево, Београд...) са већим бројем попречних путева као и пруга Београд-Бар, односно Београд-Чачак-Краљево.
Село Глумач је на левој обали реке Скрапеж, са засеоцима смештеним по брдима и косама, почев од планине Смишаљ (у народу познат као Стрмац), па преко Барица, Никољског Брда, Колибина, Дробњачког Брда и Косе, све ниже и ниже, према југу, док код Котараца, испред самог пожешког Лисишта, не пређе у зараван. Земљиште је испресецано многим планинским потоцима, покривено је шумама, воћњацима и њивама. Последњих од 60 до 70 година; а нарочито после Другог светског рата, многе породице силазе са брда и подижу куће у пољу, поред регионалног пута Пожега - Косјерић, односно - Пожега - Јежевица - Дивчибаре.

## Инфраструктура
Такође постоји дом где се одржавају састанци месног одбора, и разни други скупови. У Глумчу се налази библиотека, као и фудбалски клуб Глумач. Глумач је својим рељефом укључен у лов и риболов. У Глумчу постоји основна (четворогодишња) школа Петар Лековић која ради за потребе три села Глумча, Отња и Врањана.

## Име
Село Глумач добило је име по родоначелнику Вукићевића - Вукићу Глумцу, кога су тако звали или по презимену које је донео из старог завичаја, или по имену места, села или засеока, у старом завичају. До доласка Вукића Глумца цео простор који ће се доцније по њему назвати Глумач, раније је, по свему судећи, припадао Честобродици коју под тим именом, помиње и чувени турски путописац Евлија Челебија, а која на старим географским картама заузима простор на левој обали Скрапежа, северно од Пожеге.

## Привреда
Поред исконског искуства у привредној радиности, за привредни развој једног краја главну улогу играју географски положај и општи климатски услови. Села поређана на ивицама пожешке котлине, међу којима је и Глумач - захватају три привредно географске зоне:
1. Зона алувијалне равни, у доњим токовима Скрапежа, просечне надморске висине 304 m. Ову раван карактеришу дуготрајне магле.
2. Зона побрђа (око 450 m. и више надморске висине) до 1830. године углавном је била под шумом, претежно храстовом. Потом су почели да се развијају воћњаци у којима ће, све до осамдесетих година преовладати шљива, док ће осталих врста воћака бити мање.
3. Зона котлинског оквира (око 700 m. надморске висине) захвата мање плодно земљиште, па углавном служи за пасишта, косишта и воћњаке.

Глумач сада, је приградско село, са доста бољом инфаструктуром и могућностима даљег напредовања пре свега у пољопривреди, а сами тим и у култури, образовању ...

## Демографија
У насељу Глумач живи 666 пунолетних становника, а просечна старост становништва износи 44,8 година (44,1 код мушкараца и 45,5 код жена). У насељу има 242 домаћинства, а просечан број чланова по домаћинству је 3,32.
Ово насеље је великим делом насељено Србима (према попису из 2002. године), а у последња три пописа, примећен је пад у броју становника.
|  |

| Демографија | Демографија | Демографија |
| Година      | Становника  | Становника  |
| ----------- | ----------- | ----------- |
| 1948.       | 1.041       |             |
| 1953.       | 1.058       |             |
| 1961.       | 1.048       |             |
| 1971.       | 975         |             |
| 1981.       | 949         |             |
| 1991.       | 864         | 857         |
| 2002.       | 803         | 803         |

| Етнички састав према попису из 2002.‍ | Етнички састав према попису из 2002.‍ | Етнички састав према попису из 2002.‍ | Етнички састав према попису из 2002.‍ | Етнички састав према попису из 2002.‍ |
| ------------------------------------ | ------------------------------------ | ------------------------------------ | ------------------------------------ | ------------------------------------ |
|                                      |                                      |                                      |                                      |                                      |
| Срби                                 | Срби                                 |                                      | 801                                  | 99,75%                               |
| Украјинци                            | Украјинци                            |                                      | 1                                    | 0,12%                                |
| Македонци                            | Македонци                            |                                      | 1                                    | 0,12%                                |
| непознато                            | непознато                            |                                      | 0                                    | 0,0%                                 |

| Година пописа     | 1948. | 1953. | 1961. | 1971. | 1981. | 1991. | 2002. |
| ----------------- | ----- | ----- | ----- | ----- | ----- | ----- | ----- |
| Број домаћинстава | 179   | 199   | 223   | 221   | 244   | 239   | 242   |

| Број чланова      | 1  | 2  | 3  | 4  | 5  | 6  | 7 | 8 | 9 | 10 и више | Просек |
| ----------------- | -- | -- | -- | -- | -- | -- | - | - | - | --------- | ------ |
| Број домаћинстава | 35 | 66 | 39 | 41 | 28 | 23 | 7 | 1 | 0 | 2         | 3,32   |

| Пол    | Укупно | Неожењен/Неудата | Ожењен/Удата | Удовац/Удовица | Разведен/Разведена | Непознато |
| ------ | ------ | ---------------- | ------------ | -------------- | ------------------ | --------- |
| Мушки  | 347    | 94               | 223          | 20             | 10                 | 0         |
| Женски | 350    | 53               | 224          | 65             | 7                  | 1         |
| УКУПНО | 697    | 147              | 447          | 85             | 17                 | 1         |

| Пол    | Укупно                    | Пољопривреда, лов и шумарство | Рибарство                            | Вађење руде и камена | Прерађивачка индустрија       |
| ------ | ------------------------- | ----------------------------- | ------------------------------------ | -------------------- | ----------------------------- |
| Мушки  | 187                       | 56                            | 0                                    | 0                    | 65                            |
| Женски | 132                       | 62                            | 0                                    | 0                    | 35                            |
| УКУПНО | 319                       | 118                           | 0                                    | 0                    | 100                           |
| Пол    | Производња и снабдевање   | Грађевинарство                | Трговина                             | Хотели и ресторани   | Саобраћај, складиштење и везе |
| Мушки  | 2                         | 10                            | 19                                   | 5                    | 24                            |
| Женски | 0                         | 1                             | 9                                    | 4                    | 2                             |
| УКУПНО | 2                         | 11                            | 28                                   | 9                    | 26                            |
| Пол    | Финансијско посредовање   | Некретнине                    | Државна управа и одбрана             | Образовање           | Здравствени и социјални рад   |
| Мушки  | 1                         | 1                             | 1                                    | 3                    | 0                             |
| Женски | 1                         | 0                             | 0                                    | 7                    | 8                             |
| УКУПНО | 2                         | 1                             | 1                                    | 10                   | 8                             |
| Пол    | Остале услужне активности | Приватна домаћинства          | Екстериторијалне организације и тела | Непознато            | Непознато                     |
| Мушки  | 0                         | 0                             | 0                                    | 0                    | 0                             |
| Женски | 1                         | 0                             | 0                                    | 2                    | 2                             |
| УКУПНО | 1                         | 0                             | 0                                    | 2                    | 2                             |

## Галерија
- Црква Српских светитеља
- Школа
- Спомен-чесма
- Натпис на спомен-чесми
- Споменик народном хероју Милораду Бонџулићу